# Івачків
Івачків (до 23 вересня 2008 року — Івачкове, 1495 — ЬІвачкове) — село в Україні, у Рівненському районі Рівненської області. 

## Географія
Село Івачків розташоване на теренах центральної частини Волині. Лежить на берегах річки Усті, яка у ньому тільки набирає свою силу, а вже потім тече до обласного центру і впадає у Горинь. Також у цьому невеличкому селі є ставок, у якому досить добре розвинене рибне господарство.

## Історія
Найдавнішою з відомих згадок на письмі про село "ЬІвачкове", є грамота короля польського і великого князя литовського Олександра І Ягеллончика, яку датовано 11 березня 1495 року та складено у Вільно. Її зміст про дозвіл на ставок, який великий князь надає для власників маєтку "ЬІвачкове" — володимирських зем'ян Федька та Юхна Єловичів. Тут же згадується їхній маєток Здовбиця та річка "Ѡсвица" — сучасна річка Устя.
Гаврило Єрлич-Тиненський разом з дружиною Раїною Іванівною Жуковецькою продав 1584 року частину села шляхтянці Малинській.
У 1906 році село Здовбицької волості Острозького повіту Волинської губернії. Відстань від повітового міста 20 верст, від волості 9. Дворів 154, мешканців 683.

## Населення
Згідно з переписом УРСР 1989 року чисельність наявного населення села становила 1069 осіб, з яких 485 чоловіків та 584 жінки.
За переписом населення України 2001 року в селі мешкали 994 особи.
На 2021 рік населення становить 1200 осіб.

### Мова
Розподіл населення за рідною мовою за даними перепису 2001 року:
| Мова       | Чисельність | Відсоток |
| ---------- | ----------- | -------- |
| українська | 998         | 99,8%    |
| російська  | 1           | 0,1%     |
| білоруська | 1           | 0,1%     |
| Усього     | 1000        | 100%     |

## Транспорт
В Івачкові є залізнична станція. Окрім цього, в Івачкові є ще одна залізнична зупинка — Семилітка, яка знаходиться у протилежному від станції кінці села.

## Відомі люди

### Померли
- Дзюбенко Володимир Васильович — діяч УПА, командир загону у ВО-1 «Заграва».
- Володимир Пахольчук - Герой України, служив за контрактом у 128-й окремій гірсько-штурмовій бригаді Закарпатського легіону. Загинув 31 травня 2022 року внаслідок важких травм, отриманих біля м.Кривий Ріг.[8]